# Grisbì (biscotti)
I grisbì sono dei biscotti prodotti dall'azienda italiana Vicenzi Group.

## Storia
Prodotti sin dagli anni ottanta, erano originariamente di proprietà della Mr. Day Parmalat, ma a seguito del fallimento di quest'ultima nel 2003, il marchio venne acquisito dalla Vicenzi nel 2005.

## Descrizione
Tradizionalmente i grisbì sono dei biscotti di forma tonda, ripieni di crema alla nocciola, al cacao, al cocco, al pistacchio o al limone, oppure dei piccoli wafer ripieni in due scomparti detti tuà, ma esistono anche versioni meno diffuse o destinate al mercato estero con ripieno alla ciliegia, al cappuccino e agli agrumi. Negli anni sono state prodotte altre varianti ai classici grisbì come wafer o biscotti ripieni di confettura.